# Tüzes Karácson
Tüzes Karácson (Kolozsvár, 1926. február 8. – Nagyvárad, 1981. augusztus 1.) erdélyi magyar agrármérnök, mezőgazdasági szakíró.

## Életútja
Tanulmányait szülővárosában végezte, 1944-ben érettségizett a Mikes Kelemen Római Katolikus Főgimnáziumban. 1948-ban a kolozsvári Mezőgazdasági Akadémián szerzett gazdamérnöki képesítést. Gyakornoki évét az Akadémia tangazdaságában töltötte. 1949–51-ben a bihardiószegi Szőlészeti és Borászati Szakiskola tanára volt, ahonnan a nagyváradi szakiskolába helyezték át. 1955-től agrármérnök különböző mezőgazdasági vállalatoknál, 1966-ban a megyei Mezőgazdasági Főigazgatóság aligazgatója, ahonnan azonban hat év múlva „egészségtelen társadalmi származása miatt” eltávolították. Ezután a borsi Mezőgazdasági Szövetkezet kertészeti részlegét vezette haláláig.

## Munkássága
Fő kutatási területe a gyümölcstermesztés és a kertészet volt, ezekben a témákban számos ismeretterjesztő füzetet állított össze román nyelven az 1970-es években, szakcikkei és gyakorlati útmutatói a Crişana és a Fáklya hasábjain jelentek meg. 1963–79 között e két napilap külső munkatársa volt.

## Kötete
- A földieper termesztése (társszerzők Keszy-Harmath Erzsébet, Hevesi Sándor, Bukarest, 1957; ua. románul Bukarest, 1958; 2. bőv. kiad. Bukarest, 1959).